# Jakub Kulhánek

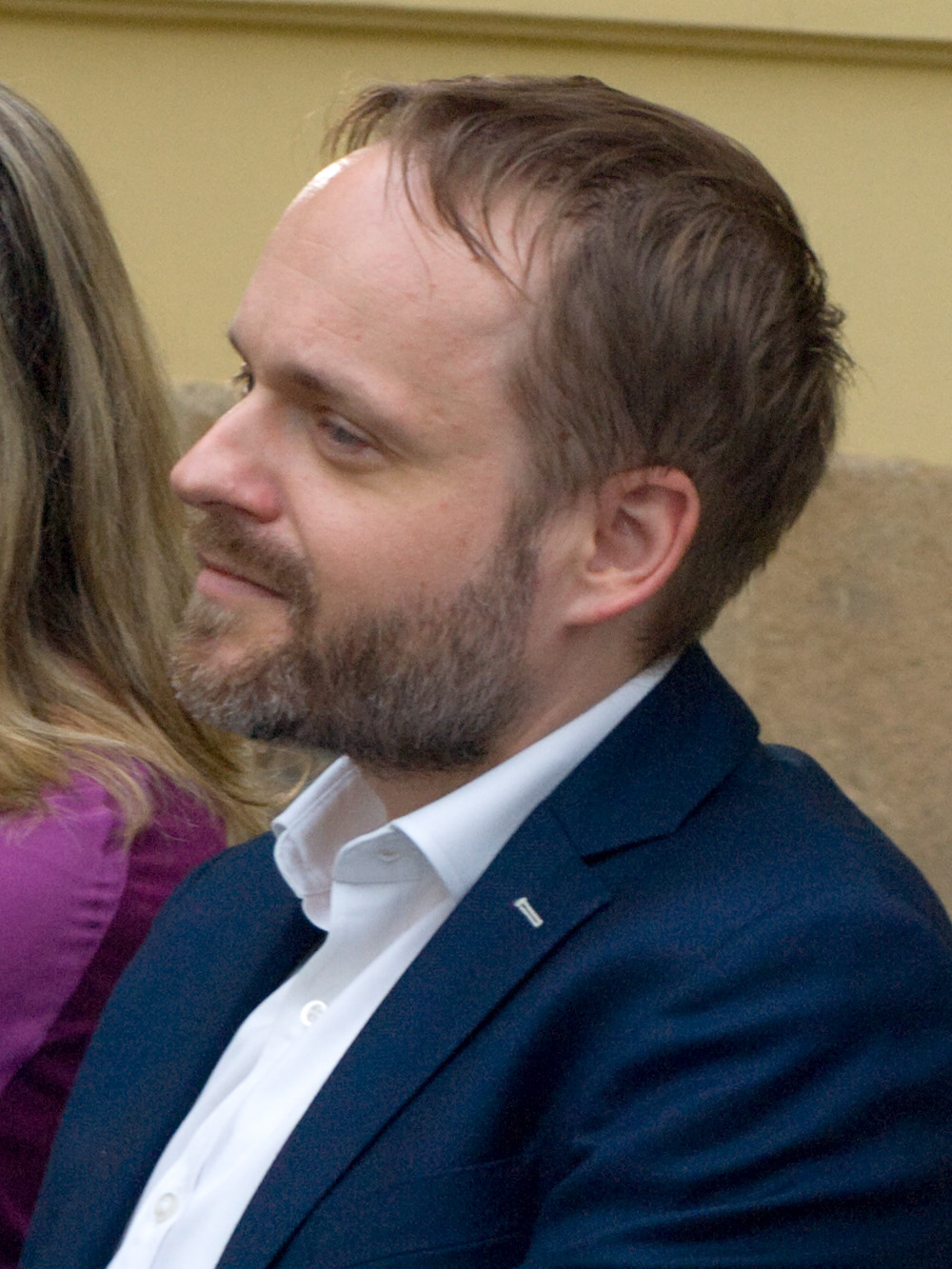
Jakub Kulhánek (2021)

Jakub Kulhánek (* 30. Juni 1984 in Mělník, Tschechoslowakei) ist ein tschechischer Politiker der sozialdemokratischen Partei ČSSD und Diplomat, der unter anderem 2021 Außenminister war. Seit 2022 ist Kulhánek ständiger Vertreter Tschechiens bei den Vereinten Nationen.

## Leben
Jakub Kulhánek begann nach dem Besuch des Gymnázium Nad Štolou in Prag ein Studium im Fach Internationale Territorialstudien an der Karls-Universität zu Prag, welches er mit einem Bachelor beendete. Ein postgraduales Studium im Fach Internationale Beziehungen an der School of Foreign Service der Georgetown University schloss er mit einem Master ab. Er war dar daraufhin in verschiedenen Regierungs-, Diplomaten- und Forschungspositionen tätig und unter anderem zwischen 2007 und 2012 wissenschaftlicher Mitarbeiter und Analyst bei der 1995 in Prag gegründeten Gesellschaft für Internationale Angelegenheiten AMO (Asociace pro mezinárodní otázky). Nachdem er anschließend zwischen 2011 und 2013 Berater des Parlaments der Tschechischen Republik sowie zugleich 2012 Wissenschaftlicher Mitarbeiter bei der Parlamentarischen Versammlung der NATO in Brüssel war, arbeitete er von 2013 bis 2014 als Berater des Außenministers Jan Kohout in Außen- und Sicherheitsfragen.
Kulhánek war daraufhin in der Regierung Bohuslav Sobotka 2014 kurzzeitig stellvertretender Minister im Verteidigungsministerium und dort zuständig für Gesetzgebung, parlamentarische Angelegenheiten und öffentliche Diplomatie sowie daraufhin von 2014 bis 2016 stellvertretender Außenminister und damit Vertreter von Außenminister Lubomír Zaorálek. 2018 übernahm er in der zweiten Regierung Andrej Babiš den Posten als stellvertretender Minister im Innenministerium und war dort bis 2021 für Regierungsangelegenheiten zuständig. Bei der Europawahl in Tschechien am 24. und 25. Mai 2019 kandidierte er ohne Erfolg für die Tschechische Sozialdemokratische Partei ČSSD (Česká strana sociálně demokratická) für ein Mandat im Europäischen Parlament. Im Zuge einer Regierungsumbildung löste er am 21. April 2021 Jan Hamáček als Außenminister und bekleidete dieses Amt bis zum Ende der Amtszeit von Ministerpräsident Andrej Babiš am 17. Dezember 2021.
2022 wurde er Ständiger Vertreter bei den Vereinten Nationen und überreichte am 15. Februar 2022 UN-Generalsekretär António Guterres sein Beglaubigungsschreiben.
Kulhánek ist verheiratet und hat ein Kind.